# Acanthodelta mundissima
Acanthodelta mundissima là một loài bướm đêm trong họ Noctuidae.